# Вижеґі
Вижеґі (пол. Wyżegi, нім. Wyseggen, 1938-45: Grünlanden) — село в Польщі, у гміні Вельбарк Щиценського повіту Вармінсько-Мазурського воєводства.
Населення — 170 осіб (2011).
У 1975-1998 роках село належало до Ольштинського воєводства.

## Демографія
Демографічна структура станом на 31 березня 2011 року:
|          | Загалом | Допрацездатний вік | Працездатний вік | Постпрацездатний вік |
| -------- | ------- | ------------------ | ---------------- | -------------------- |
| Чоловіки | 97      | 23                 | 69               | 5                    |
| Жінки    | 73      | 22                 | 36               | 15                   |
| Разом    | 170     | 45                 | 105              | 20                   |